# Phormictopus jonai
Phormictopus jonai là một loài nhện trong họ Theraphosidae.
Loài này thuộc chi Phormictopus. Phormictopus jonai được miêu tả năm 2008 bởi Rudloff.